# Пучсарда
Пучсарда́ або рідше Пуйсарда́ (кат. Puigcerdà, вимова літературною каталанською [puʧsəɾ'ða] або [puјsəɾ'ða]) - муніципалітет, розташований в Автономній області Каталонія, в Іспанії. Код муніципалітету за номенклатурою Інституту статистики Каталонії - 171411. Знаходиться у районі (кумарці) Башя-Сарданья (коди району - 15 та CD) провінції Жирона, згідно з новою адміністративною реформою перебуватиме у складі баґарії (округи) Ал-Пірінеу і Баль-д'Аран.

## Назва муніципалітету
Назва муніципалітету походить від лат. Pŏdĭu Ceretānu - "гора серетанів".

## Населення
Населення міста (у 2007 р.) становить 8.949 осіб (з них менше 14 років - 16,7%, від 15 до 64 - 69,7%, понад 65 років - 13,6%). У 2006 р. народжуваність склала 121 особа, смертність - 56 осіб, зареєстровано 36 шлюбів. У 2001 р. активне населення становило 3.558 осіб, з них безробітних - 202 особи.

Серед осіб, які проживали на території міста у 2001 р., 4.567 народилися в Каталонії (з них 3.027 осіб у тому самому районі, або кумарці), 1.857 осіб приїхало з інших областей Іспанії, а 596 осіб приїхало з-за кордону. 

Університетську освіту має 9,8% усього населення. 

У 2001 р. нараховувалося 2.661 домогосподарство (з них 26,8% складалися з однієї особи, 23,8% з двох осіб,22% з 3 осіб, 18,5% з 4 осіб, 5,9% з 5 осіб, 2,3% з 6 осіб, 0,5% з 7 осіб, 0,1% з 8 осіб і 0,1% з 9 і більше осіб).

Активне населення міста у 2001 р. працювало у таких сферах діяльності : у сільському господарстві - 2,2%, у промисловості - 9,5%, на будівництві - 26,2% і у сфері обслуговування - 62,1%. 

 У муніципалітеті або у власному районі (кумарці) працює 3.363 особи, поза районом - 696 осіб.

### Доходи населення
У 2002 р. доходи населення розподілялися таким чином :
| \| Доходи населення за статтями доходів \| Доходи населення за статтями доходів \| Доходи населення за статтями доходів \| \| Рік \| 2002 р. \| 2001 р. \| \| ------------------------------------ \| ------------------------------------ \| ------------------------------------ \| \| Заробітна платня \| 47,1% \| 46,4% \| \| Доходи від ведення бізнесу \| 42,8% \| 44,1% \| \| Соціальна допомога \| 10,1% \| 9,5% \| |         |         |
| Доходи населення за статтями доходів |         |         |
| Рік | 2002 р. | 2001 р. |
| Заробітна платня | 47,1%   | 46,4%   |
| Доходи від ведення бізнесу | 42,8%   | 44,1%   |
| Соціальна допомога | 10,1%   | 9,5%    |

### Безробіття
У 2007 р. нараховувалося 185 безробітних (у 2006 р. - 169 безробітних), з них чоловіки становили 43,8%, а жінки - 56,2%.

## Економіка
У 1996 р. валовий внутрішній продукт розподілявся по сферах діяльності таким чином :
| \| Валовий внутрішній продукт \| Валовий внутрішній продукт \| Валовий внутрішній продукт \| \| Рік \| 1996 р. \| 1991 р. \| \| -------------------------- \| -------------------------- \| -------------------------- \| \| Сільське господарство \| 1,7% \| 2,7% \| \| Промисловість \| 11,1% \| 10% \| \| Будівництво \| 19% \| 18,6% \| \| Послуги \| 68,2% \| 68,8% \| |         |         |
| Валовий внутрішній продукт |         |         |
| Рік | 1996 р. | 1991 р. |
| Сільське господарство | 1,7%    | 2,7%    |
| Промисловість | 11,1%   | 10%     |
| Будівництво | 19%     | 18,6%   |
| Послуги | 68,2%   | 68,8%   |

### Підприємства міста

#### Промислові підприємства
| \| Промислові підприємства міста, за сферою діяльності \| Промислові підприємства міста, за сферою діяльності \| Промислові підприємства міста, за сферою діяльності \| \| Рік \| 2002 р. \| 2001 р. \| \| --------------------------------------------------- \| --------------------------------------------------- \| --------------------------------------------------- \| \| Енергетичні та водні ресурси \| 0% \| 0% \| \| Хімія та метали \| 2,6% \| 5% \| \| Переробка металів \| 28,2% \| 25% \| \| Продукти харчування \| 25,6% \| 22,5% \| \| Текстиль \| 5,1% \| 5% \| \| Виробництво меблів, видання \| 38,5% \| 42,5% \| \| Інше \| 0% \| 0% \| \| Усього підприємств \| 39 \| 40 \| |         |         |
| Промислові підприємства міста, за сферою діяльності |         |         |
| Рік | 2002 р. | 2001 р. |
| Енергетичні та водні ресурси | 0%      | 0%      |
| Хімія та метали | 2,6%    | 5%      |
| Переробка металів | 28,2%   | 25%     |
| Продукти харчування | 25,6%   | 22,5%   |
| Текстиль | 5,1%    | 5%      |
| Виробництво меблів, видання | 38,5%   | 42,5%   |
| Інше | 0%      | 0%      |
| Усього підприємств | 39      | 40      |

#### Роздрібна торгівля
| \| Підприємства роздрібної торгівлі міста, за сферою діяльності \| Підприємства роздрібної торгівлі міста, за сферою діяльності \| Підприємства роздрібної торгівлі міста, за сферою діяльності \| \| Рік \| 2002 р. \| 2001 р. \| \| ------------------------------------------------------------ \| ------------------------------------------------------------ \| ------------------------------------------------------------ \| \| Продукти харчування \| 23,6% \| 22,9% \| \| Одяг та взуття \| 23,9% \| 24,3% \| \| Товари для дому \| 17,2% \| 18,7% \| \| Книги та періодичні видання \| 1,3% \| 1,4% \| \| Промислова хімічна продукція \| 8,1% \| 8,5% \| \| Продукція, пов'язана з транспортними засобами \| 4,4% \| 4,2% \| \| Інше \| 21,5% \| 20,1% \| \| Усього підприємств \| 297 \| 284 \| |         |         |
| Підприємства роздрібної торгівлі міста, за сферою діяльності |         |         |
| Рік | 2002 р. | 2001 р. |
| Продукти харчування | 23,6%   | 22,9%   |
| Одяг та взуття | 23,9%   | 24,3%   |
| Товари для дому | 17,2%   | 18,7%   |
| Книги та періодичні видання | 1,3%    | 1,4%    |
| Промислова хімічна продукція | 8,1%    | 8,5%    |
| Продукція, пов'язана з транспортними засобами | 4,4%    | 4,2%    |
| Інше | 21,5%   | 20,1%   |
| Усього підприємств | 297     | 284     |

#### Сфера послуг
| \| Підприємства міста, що працюють у сфері послуг, за діяльністю \| Підприємства міста, що працюють у сфері послуг, за діяльністю \| Підприємства міста, що працюють у сфері послуг, за діяльністю \| \| Рік \| 2002 р. \| 2001 р. \| \| ------------------------------------------------------------- \| ------------------------------------------------------------- \| ------------------------------------------------------------- \| \| Гуртова торгівля \| 10,9% \| 10,7% \| \| Готелі та готельний бізнес \| 30,2% \| 30,8% \| \| Транспорт та зв'язок \| 9,8% \| 9,8% \| \| Посередницькі фінансові послуги \| 3,2% \| 2,7% \| \| Послуги підприємствам \| 7,3% \| 6,8% \| \| Послуги фізичним особам \| 28,6% \| 28,3% \| \| Нерухомість та ін. \| 10% \| 10,7% \| \| Усього підприємств \| 440 \| 438 \| |         |         |
| Підприємства міста, що працюють у сфері послуг, за діяльністю |         |         |
| Рік | 2002 р. | 2001 р. |
| Гуртова торгівля | 10,9%   | 10,7%   |
| Готелі та готельний бізнес | 30,2%   | 30,8%   |
| Транспорт та зв'язок | 9,8%    | 9,8%    |
| Посередницькі фінансові послуги | 3,2%    | 2,7%    |
| Послуги підприємствам | 7,3%    | 6,8%    |
| Послуги фізичним особам | 28,6%   | 28,3%   |
| Нерухомість та ін. | 10%     | 10,7%   |
| Усього підприємств | 440     | 438     |

## Житловий фонд
У 2001 р. 7,6% усіх родин (домогосподарств) мали житло метражем до 59 м², 39,2% - від 60 до 89 м², 38,2% - від 90 до 119 м² і
15,1% - понад 120 м².

З усіх будівель у 2001 р. 24,3% було одноповерховими, 33,2% - двоповерховими, 21,2
% - триповерховими, 10,5% - чотириповерховими, 7,3% - п'ятиповерховими, 3,1% - шестиповерховими,
0,3% - семиповерховими, 0% - з вісьмома та більше поверхами.

## Автопарк
| \| Автомобілі, зареєстровані у місті, за призначенням \| Автомобілі, зареєстровані у місті, за призначенням \| Автомобілі, зареєстровані у місті, за призначенням \| \| Рік \| 2006 р. \| 2005 р. \| \| -------------------------------------------------- \| -------------------------------------------------- \| -------------------------------------------------- \| \| Приватні автомобілі \| 60,3% \| 60,9% \| \| Мотоцикли \| 8,2% \| 8% \| \| Вантажівки \| 26,6% \| 26% \| \| Трактори \| 0,2% \| 0,2% \| \| Автобуси та ін. \| 4,7% \| 4,9% \| \| Усього автомобілів \| 6.869 шт. \| 6.501 шт. \| |           |           |
| Автомобілі, зареєстровані у місті, за призначенням |           |           |
| Рік | 2006 р.   | 2005 р.   |
| Приватні автомобілі | 60,3%     | 60,9%     |
| Мотоцикли | 8,2%      | 8%        |
| Вантажівки | 26,6%     | 26%       |
| Трактори | 0,2%      | 0,2%      |
| Автобуси та ін. | 4,7%      | 4,9%      |
| Усього автомобілів | 6.869 шт. | 6.501 шт. |

## Вживання каталанської мови
У 2001 р. каталанську мову у місті розуміли 95,5% усього населення (у 1996 р. - 98%), вміли говорити нею 77% (у 1996 р. - 
81,1%), вміли читати 74,5% (у 1996 р. - 72%), вміли писати 57,4
% (у 1996 р. - 50%). Не розуміли каталанської мови 4,5%.

## Політичні уподобання
У виборах до Парламенту Каталонії у 2006 р. взяло участь 2.925 осіб (у 2003 р. - 3.356 осіб). Голоси за політичні сили розподілилися таким чином:
| \| Вибори до Парламенту Каталонії \| Вибори до Парламенту Каталонії \| Вибори до Парламенту Каталонії \| \| Рік \| 2006 р. \| 2003 р. \| \| -------------------------------------- \| ------------------------------ \| ------------------------------ \| \| Конвергенція та Єднання (CiU) \| 38,8% \| 36,7% \| \| Соціалістична партія Каталонії (PSC) \| 21,1% \| 24,3% \| \| Народна партія (PP) \| 11,9% \| 12,1% \| \| Ініціатива за зелену Каталонію (IC) \| 6,1% \| 4,2% \| \| Республіканська лівиця Каталонії (ERC) \| 17,9% \| 21% \| \| Громадянська партія (C's) \| 0,9% \| 0% \| \| Інші \| 3,4% \| 1,7% \| |         |         |
| Вибори до Парламенту Каталонії |         |         |
| Рік | 2006 р. | 2003 р. |
| Конвергенція та Єднання (CiU) | 38,8%   | 36,7%   |
| Соціалістична партія Каталонії (PSC) | 21,1%   | 24,3%   |
| Народна партія (PP) | 11,9%   | 12,1%   |
| Ініціатива за зелену Каталонію (IC) | 6,1%    | 4,2%    |
| Республіканська лівиця Каталонії (ERC) | 17,9%   | 21%     |
| Громадянська партія (C's) | 0,9%    | 0%      |
| Інші | 3,4%    | 1,7%    |

У муніципальних виборах у 2007 р. взяло участь 3.369 осіб (у 2003 р. - 3.678 осіб). Голоси за політичні сили розподілилися таким чином:
| \| Муніципальні вибори \| Муніципальні вибори \| Муніципальні вибори \| \| Рік \| 2007 р. \| 2003 р. \| \| -------------------------------------- \| ------------------- \| ------------------- \| \| Конвергенція та Єднання (CiU) \| 32,5% \| 24,9% \| \| Соціалістична партія Каталонії (PSC) \| 10,5% \| 11,5% \| \| Народна партія (PP) \| 5,3% \| 3,3% \| \| Ініціатива за зелену Каталонію (IC) \| 5,5% \| 7,4% \| \| Республіканська лівиця Каталонії (ERC) \| 42,8% \| 53% \| \| Громадянська партія (C's) \| 0% \| 0% \| \| Інші \| 3,4% \| 0% \| |         |         |
| Муніципальні вибори |         |         |
| Рік | 2007 р. | 2003 р. |
| Конвергенція та Єднання (CiU) | 32,5%   | 24,9%   |
| Соціалістична партія Каталонії (PSC) | 10,5%   | 11,5%   |
| Народна партія (PP) | 5,3%    | 3,3%    |
| Ініціатива за зелену Каталонію (IC) | 5,5%    | 7,4%    |
| Республіканська лівиця Каталонії (ERC) | 42,8%   | 53%     |
| Громадянська партія (C's) | 0%      | 0%      |
| Інші | 3,4%    | 0%      |